# 奇纳梅卡火山
奇纳梅卡火山（英語：Chinameca，或 El Pacayal）是萨尔瓦多中东部的一座複式火山。它位于聖米格爾火山的西北方，奇纳梅卡镇的东南。火山顶部海拔高2（1.2英里），其火山臼被称为“Laguna Seca el Pacayal”，在其西南侧隆起的寄生火山錐“Cerro el Limbo”的高度甚至比火山臼环更高。在其北侧有若干个火山噴氣孔，已经接受过地热梯度勘探。